# Bodzentyn
Bodzentyn ist eine polnische Stadt im Powiat Kielecki der Woiwodschaft Heiligkreuz mit rund 2.200 Einwohnern. Sie ist Sitz der gleichnamigen Stadt-und-Land-Gemeinde mit rund 12.000 Einwohnern, liegt am Rande des Heiligkreuzgebirges und ist Verwaltungszentrum des Świętokrzyski-Nationalparks.

## Geschichte
Der Ort wurde im Jahre 1355 durch den Krakauer Bischof Bodzenta von Września gegründet. 1413 erhielt es die Stadtrechte. Vom 16. bis zum 18. Jahrhundert war es ein Handwerker- und Handelszentrum. Mit der Dritten Teilung Polens 1793 fiel Bodzentyn an Österreich, wurde nach dem Wiener Kongress 1815 als Teil Kongresspolens russisch. Im 19. Jahrhundert gingen 1870 die Stadtrechte wieder verloren. Sieben Jahre zuvor fand in der Nähe eine Schlacht zwischen Russen und Polen während des Januaraufstandes statt. 1939 marschierte die Wehrmacht ein und errichtete ein Judenghetto für die etwa 1.000 jüdischen Einwohner der Stadt und viele weitere aus der Umgebung. Im September 1942 wurden die Überlebenden, darunter Dawid Rubinowicz, ins Vernichtungslager Treblinka gebracht und vergast.
1995 wurden die Stadtrechte erneuert. Heute ist Bodzentyn bekannt als Ausgangspunkt für Ausflüge in den Nationalpark sowie wegen seines aus Tierschutzgründen nicht unumstrittenen Pferdemarktes. Der Pferdemarkt und auch der Rindermarkt wurde wegen der teilweise unhaltbaren Zustände inzwischen geschlossen.

## Sehenswürdigkeiten

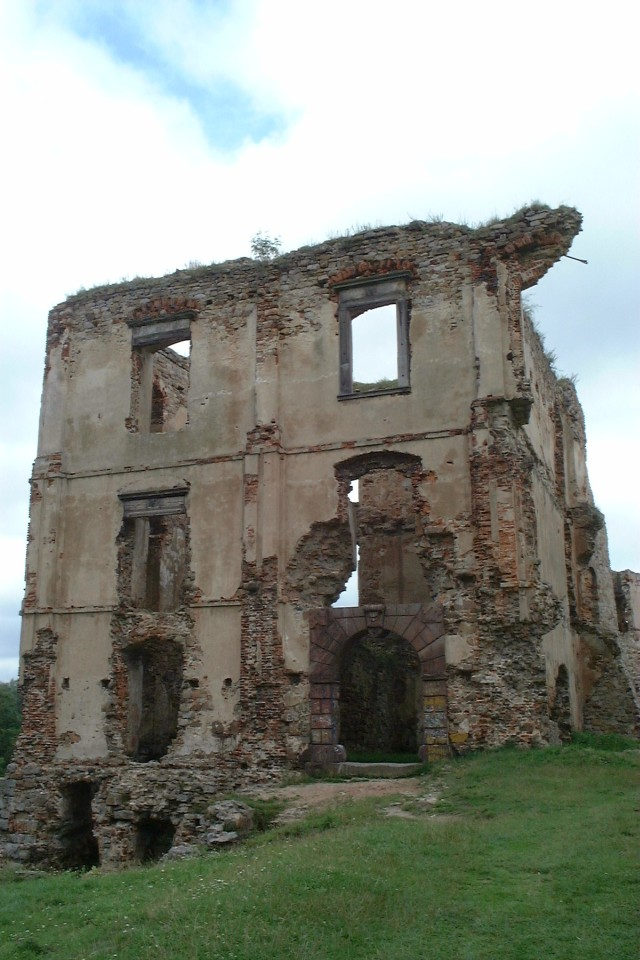
Schlossruine

- Ruine des manieristisch-barocken Palastes der Krakauer Bischöfe aus dem 17. Jahrhundert
- Gotische Pfarrkirche Mariä Himmelfahrt und St. Stanislaus von 1440 bis 1452. Sie beherbergt das einzig erhaltene Gemälde des Krakauer Malers Marcin Czarny, „Mariä Entschlafung“ von 1508.
- Ruine der Heiliggeist-Kirche aus dem 15. Jahrhundert
- Museum mit ethnographischen Sammlungen
- Häuser aus dem 18. und 19. Jahrhundert
- Kriegsgräberfriedhof des Ersten Weltkriegs
- Jüdischer Friedhof
- Zentrum für Volkskunst (Weberei)

## Persönlichkeiten
- Franciszek Krasiński († 1577), Bischof von Krakau
- Franciszek Śmiadecki (um 1580–nach 1660), Maler, Miniaturist und Schriftsteller des Frühbarocks
- Jakub Zadzik (1582–1642), Bischof von Krakau
- Józef Szermentowski (1833–1876), Maler.